# Ștefănești (Ștefan Vodă)
Ștefănești es una comuna y localidad de Moldavia en el distrito (raión) de Ștefan Vodă.

## Geografía
Se encuentra a una altitud de 102 m s. n. m. a 105 km de la capital nacional, Chisináu.

## Demografía
En el censo 2014 el total de población de la localidad fue de 1 084 habitantes.